# 生物学的特許
生物学的特許（英語: Biological patent）は、生物学の分野における発明についての特許である。
生物学的特許についても、一般の特許と同様に法律によって、特許権者は、保護された発明を独占的に決められた期間、製造、使用、販売、輸入することが可能になる。生物学的特許の範囲は、法域（法律が及ぶ国や地域）によって異なり、生物学的な技術や製品、遺伝子組換え生物と遺伝物質がその範囲に含まれる場合がある。部分的あるいは完全に自然由来の物質や方法への特許の適用性は議論の対象である。

## 異なる法域における生物学的特許

### オーストラリア
2013年2月には、ジョン・ニコラス判事はMyriad Genetics社によるBRCA1遺伝子上の特許を認めると、オーストラリアの連邦裁判所で判決を下した。これは天然に存在するDNA配列に特許の有効性を肯定する、画期的な判決であった。しかし、米国最高裁判所は、わずか数ヶ月後に反対の結論に達した 。2015年10月にはオーストラリアの高等裁判所は、天然に存在する遺伝子は特許されないとの判決を下した。

### ヨーロッパ
欧州連合の98/44/EC（バイオ指令）は、欧州特許機構の管轄下にあるいくつかの国での生物学的特許の法律を調和させた。この指令は、遺伝子配列を含む、天然の生物学的な物質が、天然の環境から単離されるか、または技術的なプロセスによって製造された場合、特許取得は可能であるとした。
欧州特許庁は、欧州特許は、ヒト胚の破壊を含むプロセスに対して付与することはできないという審決を下した。

### 日本
バイオテクノロジー関連の生物学的発明に関する特許の出願は、一般的な特許・実用新案審査基準に従って審査されるが、いっそうの明確化のために、日本特許庁（JPO）は生物関連発明についての具体的な指針を定めている。長年にわたり、JPOは、新しい技術への適用を明確にするためにこれらの基準を改正し続けている。これらの改訂は、バイオテクノロジー業界内の特許の範囲を広げてきた。日本の特許法においては、発明が特許されるためには産業上の利用可能性（市場や商業的な可能性を持っていること）が必要である。JPOは、明示的に「医療行為」を産業上の利用可能性を有さない発明のひとつに挙げており、人間を手術、治療または診断する方法の発明は特許されない。

### 米国
米国では、2013年まで、天然の生物学的物質は、それ自体、天然に存在する状態から十分に「単離された」とした場合特許と認められる可能性があるとしてきた。このような特許の有名な歴史的な例としては、アドレナリン、インスリン、ビタミンB12、および様々な遺伝子上のものが含まれる。2013年6月に米国最高裁判所によって画期的な判決を下し、天然に存在するDNA配列は特許の対象外だと宣言した。

## 倫理
遺伝子の特許は、生命倫理の観点からよく論争になる問題である。ひとつの考えとしては、それが商品として命を扱う、または遺伝子の所有権を認めることによって、人や動物の尊厳を損なうことがあるため、遺伝物質を特許として認めることは、非倫理的である、というものである。また、別の考えは、生きている材料は自然に発生するという理由で、特許を取得することはできないと主張する。米国医師会（The American MedicalAssociation）のスタンスは次のようなものである。「遺伝子特許は患者のための遺伝子検査へのアクセスを阻害し、遺伝病の研究を妨げることがある。」
生きている材料に関する特許は非倫理的であると感じている人もいるが、バイオテクノロジーの発明について特許を許可しないことも、非倫理的であるという人[誰？]もいる。この考え方を支持する人は、特許は、政策立案者だけでなく公衆が特許権者に責任を課すことを可能にすると示唆している。公衆への情報開示が必須とされるため、生物学的特許を支持しているのである。知的所有権の貿易関連の側面に関する協定（TRIPS協定）は、世界貿易機関（WTO）の加盟国・地域に対して、知的財産法によって生物学的な技術革新の大半を特許の対象にすることを求めており、多くの国が一致して遺伝子への特許を禁止することは起こりそうもない。
また、ある人々[誰？]は、遺伝子を特許として認めることは、ヒトの商品化につながるといい、別の人々[誰？]はそんなことはないという。
遺伝特許取得における、別のよくある論争は、遺伝子サンプルの取得方法である。事前の同意は、遺伝的サンプルを収集するために必要であり、そして人々から集まったサンプルの集合の利用は、個人レベルだけでなく、国家や社会のレベルでの同意も必要である。同意が3つのレベルすべてで得られていないときに矛盾や対立が生じる。サンプルを集めてきた者の潜在的責任であるが、遺伝的サンプルを提供した人たちあるいは一個人との、発見の利益の配分の問題も生じている。
遺伝子特許に関する最後の主要な倫理的な問題は、特許が発行後にどのように使用されるかである。主要な関心事は、特許対象の材料や製造プロセスの使用は、特許によって、非常に高価になったり、あるいは特許所有者によって、ある程度禁止になることである。このような使用の制限は、直接、とりわけ、農業機関や大学の研究者に影響を与える。バイオテクノロジーの特許の保有者が、農業、医療患者、および特許技術を使用したいと思う人たちから、より大きな利益を上げるために自分たちの権利を悪用するという人もいる。利益を上げるための、特許使用の倫理も議論されている。バイオテクノロジーの特許を擁護する典型的な論点は、特許が企業に利益をもたらすことで、企業がさらなる研究に投資することができるという点である。これらの特許がなければ、いくつかの企業は、競争力、バイオテクノロジーの研究を実行するための資金や動機を持たないことになるだろう。

## 参照
- Bioprospecting and biopiracy
- ブダペスト条約
- ヒトゲノムプロジェクト
- Pharmaceutical patent